# Знаменская церковь (Зотовская)
Знаменская церковь (церковь иконы Божией Матери «Знамение») — православный храм в станице Зотовской Волгоградской области.
Является памятником архитектуры регионального значения.

## История
В 1682 году в станице уже стояла деревянная Михаило-Архангельская церковь. В 1734 году в станице Зотовской была заложена и в ноябре 1735 года освящена новая деревянная Михайло-Архангельская церковь. В 1757 году её перестроили и создали придел в честь иконы Знамения Божьей Матери. Деревянная церковь ветшала, и в 1785 году жители станицы заложили каменный трехпрестольный Знаменский храм с приделами во имя Архистратига Михаила и во имя Святой великомученицы Параскевы-Пятницы. Освящена была церковь в 1792 году. Здание же старой деревянной церкви было продано в 1796 году в станицу Терновскую (ныне в Ростовской области), где она сгорела от пожара в 1810 году.
С 1798 года священником церкви был Петров Кирилл Петрович. За доблесть местных казаков атаман Матвей Платов подарил церкви 40-пудовый колокол.
В 1920-х годах священнослужители Зотовской церкви и их семьи были признаны контрреволюционерами и осуждены. В мае 1934 года состоялось заседание Зотовского сельсовета с вопросом о закрытии церкви. В этом же месяце она была закрыта. Её здание приспособлено под ссыпной пункт (зернохранилище). Сама церковь была разорена и стала постепенно разрушаться. В 1949 году храм был закрыт.
Первые шаги по возрождению храма были сделаны в 1992 году, когда был образован Знаменский приход в станице Зотовской Алексеевского района Волгоградской области. Был обустроен молитвенный дом в выделенном администрацией здании. Только летом 2011 года непосредственно начались восстановительные работы на пожертвования прихожан, которые продолжаются по настоящее время. Богослужения совершаются по воскресным и праздничным дням. Настоятель храма — священник Михаил Лоза.